# 第43回日本ラグビーフットボール選手権大会
第43回日本ラグビーフットボール選手権大会は2006年（平成18年）2月4日から2月26日まで近鉄花園ラグビー場及び秩父宮ラグビー場で行われた日本ラグビーフットボール選手権大会である。同点による両チーム優勝で東芝府中ブレイブルーパスが2年ぶり5回目の優勝を果たし、NECグリーンロケッツは2年連続3回目の優勝を果たした。

## 出場資格
出場資格は以下の通り（第42回と同じ）。
- 当該年度のトップリーグ、マイクロソフトカップ･トップ8トーナメントで優勝したチーム(※)
- それ以外のトップリーグで上位に入ったチーム(※)
- 入れ替え戦「トップチャレンジシリーズ」の1位プレーオフ（トップ・チャレンジ1）で優勝したチーム
- 全国クラブ選手権優勝チーム
- 全国大学選手権の優勝、準優勝チーム

(※)トップリーグ枠はリーグ戦の原則上位3チームであるが、リーグ戦上位3チームのいずれかがマイクロソフトカップに優勝した場合には、トップリーグ4位のチームが繰り上げ出場の権利を得る。同一チームがトップリーグとマイクロソフトカップの2冠を制した場合はトップリーグ2位のチームがマイクロソフトカップ優勝枠扱いで出場できる。
これによりトーナメントの方式も一部変更され準決勝までは4チームずつのステップラダー方式を取り入れる。
- 1回戦は全国大学選手権優勝チームと全国クラブ選手権チーム、全国大学選手権準優勝チームとトップチャレンジ1優勝チームが対戦。
- 2回戦は1回戦の勝者とトップリーグの上位チーム（トップリーグ優勝、マイクロソフトカップ優勝チーム以外）が対戦。
- その勝者とトップリーグ優勝チーム、マイクロソフトカップ優勝チームとで準決勝を行い、更にその勝者同士で決勝戦を行う。

## 出場チーム
8チーム
- 東芝府中ブレイブルーパス(トップリーグ優勝)
- 三洋電機ワイルドナイツ(マイクロソフトカップ優勝)[1]
- NECグリーンロケッツ(トップリーグ3位)
- トヨタ自動車ヴェルブリッツ(トップリーグ4位)
- コカ・コーラウエストジャパン(トップリーグチャレンジシリーズ・1位チーム)
- 早稲田大学(第42回全国大学選手権大会優勝校)
- 関東学院大学(第42回全国大学選手権大会準優勝校)
- タマリバクラブ(第13回全国クラブ大会優勝チーム)

## 結果

### 1回戦
2月4日(土）
秩父宮ラグビー場　第1試合
- コカ・コーラウエストジャパン 12-7 関東学院大学

秩父宮ラグビー場　第2試合
- 早稲田大学 47-7 タマリバクラブ

### 2回戦
2月12日(日)
秩父宮ラグビー場　第1試合
- コカ・コーラウエストジャパン 14-64 NECグリーンロケッツ

秩父宮ラグビー場　第2試合
- トヨタ自動車ヴェルブリッツ 24-28 早稲田大学[2]

### 準決勝
2月19日(日)
秩父宮ラグビー場
- 東芝ブレイブルーパス 43-0 早稲田大学

近鉄花園ラグビー場
- NECグリーンロケッツ 24-16 三洋電機ワイルドナイツ

### 決勝
| 2月26日 14:00 | 東芝府中ブレイブルーパス    | 6 - 6  | NECグリーンロケッツ       | 秩父宮ラグビー場 観客数: 7,591人 レフリー: 相田真治 |
| 2月26日 14:00 | PK: 日原大介 (2/4) 35', 58' | Report | PK: 安藤栄次(2/3) 5', 29' | 秩父宮ラグビー場 観客数: 7,591人 レフリー: 相田真治 |

| FB        | 15 | 松田努               |  |  |
| RW        | 14 | 廣瀬俊朗             |  |  |
| OC        | 13 | 冨岡鉄平 ()          |  |  |
| IC        | 12 | スコット・マクラウド |  |  |
| LW        | 11 | ナタニエラ・オト     |  |  |
| FH        | 10 | 日原大介             |  |  |
| SH        | 9  | 吉田朋生             |  |  |
| N8        | 8  | ニコラス・ホルテン   |  |  |
| OF        | 7  | 中居智昭             |  |  |
| BF        | 6  | 渡邉泰憲             |  |  |
| RL        | 5  | 横山恒雄             |  |  |
| LL        | 4  | 大野均               |  |  |
| TP        | 3  | 笠井建志             |  |  |
| HK        | 2  | 松尾大樹             |  |  |
| LP        | 1  | 高橋寛               |  |  |
| リザーブ: |    |                      |  |  |
|           | 16 | 猪口拓               |  |  |
|           | 17 | 大室歩               |  |  |
|           | 18 | 望月雄太             |  |  |
|           | 19 | ルアタンギ・バツベイ |  |  |
|           | 20 | 島崎正吾             |  |  |
|           | 21 | シオネ・ケプ         |  |  |
|           | 22 | 吉田大樹             |  |  |
| Coach:    |    |                      |  |  |
| 薫田真広  |    |                      |  |  |

| FB        | 15 | 武井敬司               |          |  |
| RW        | 14 | 窪田幸一郎             |          |  |
| OC        | 13 | 水田雄也               |          |  |
| IC        | 12 | 向山昌利               |          |  |
| LW        | 11 | シェイン・オースティン |          |  |
| FH        | 10 | 安藤栄次               |          |  |
| SH        | 9  | 辻高志                 |          |  |
| N8        | 8  | 箕内拓郎               |          |  |
| OF        | 7  | グレン・マーシュ       | 一時退場 |  |
| BF        | 6  | 大東毅                 |          |  |
| RL        | 5  | 熊谷皇紀               |          |  |
| LL        | 4  | 浅野良太 ()            |          |  |
| TP        | 3  | 東考三                 |          |  |
| HK        | 2  | 網野正大               |          |  |
| LP        | 1  | 久富雄一               |          |  |
| リザーブ: |    |                        |          |  |
|           | 16 | 水山尚範               |          |  |
|           | 17 | 猪瀬佑太               |          |  |
|           | 18 | 佐藤平                 |          |  |
|           | 19 | セミシ・サウカワ       |          |  |
|           | 20 | 藤戸恭平               |          |  |
|           | 21 | 松尾健                 |          |  |
|           | 22 | 百村彰二郎             |          |  |
| Coach:    |    |                        |          |  |
| 高岩映善  |    |                        |          |  |

| アシスタントレフェリー: 下井真介 藤実 平林泰三 | 試合ルール - 試合時間は80分間のタイムキーパー制。 - 80分終了後同点の場合同時優勝。 - 控えの登録人数は7人。 |

| 日本ラグビーフットボール選手権大会 第43回大会 優勝 |
| -------------------------------------------------- |
| 東芝府中ブレイブルーパス 2年ぶり5回目              |
| NECグリーンロケッツ 2年連続3回目                   |

## 参照
1. ↑  東芝府中がトップリーグ・マイクロソフトカップの両方で優勝したためトップリーグ2位の三洋電機がマイクロソフトカップ優勝枠に入った。
2. ↑  日本選手権にトーナメント制導入後初めて大学チームがトップリーグのチームを破った。